# 탄수화물 분해 효소
탄수화물분해효소(炭水化物分解酵素, 영어: carbohydrase)는 5가지 유형의 반응을 촉매하는 일련의 효소들이며, 글리코사이드가수분해효소 계열로 탄수화물을 단당류로 전환시키는 반응을 촉매한다. 탄수화물가수분해효소(炭水化物加水分解酵素), 카보하이드레이스라고도 한다.
탄수화물가수분해효소는 이자, 침샘, 소장에서 생성되어 다당류를 분해한다. 이는 다당류가 보통 불용성(예: 녹말)이기 때문에 분해되면 당이 소장 벽을 통해 혈액으로 쉽게 흡수될 수 있기 때문이다. 탄수화물은 일반적으로 탄소, 수소, 산소로 구성된 화합물이다. 탄수화물가수분해효소는 다당류를 단당류로 가수분해하는 반응을 촉매한다.

## 예
말테이스는 엿당을 2분자의 포도당으로 분해시키는 반응을 다음과 같이 촉매한다.
엿당 + 물 → 2 포도당
C12H22O11 + H2O → 2C6H12O6
α-아밀레이스는 크기가 큰 불용성의 녹말 분자를 가용성 녹말(아밀로덱스트린, 에리트로덱스트린, 아크로덱스트린)으로 분해하여 녹말을 엿당과 덱스트린으로 분해하는 데 궁극적으로는 엿당을 생성한다.
β-아밀레이스는 당 사슬의 비환원 말단에서 연속적인 엿당 단위를 제거하는 과정을 통해 녹말을 엿당으로 가수분해하는 반응을 촉매한다.
γ-아밀레이스는 아밀로스와 아밀로펙틴의 비환원 말단에서 마지막 α(1→4) 글리코사이드 결합을 분해하여 포도당을 생성한다.

## 같이 보기
- 탄수화물
- 가수분해효소
- 말테이스
- 아밀레이스
- α-아밀레이스
- β-아밀레이스
- γ-아밀레이스